# Кокко, Юрьё
Ю́рьё О́лави Са́мули Ко́кко (фин. Yrjö Olavi Samuli Kokko; 16 октября 1903, Сердоболь, Великое княжество Финляндское — 6 сентября 1977, Хельсинки, Финляндия) — финский писатель и ветеринар.

## Биография
Родился 16 октября 1903 года в Сердоболе, в Великом княжестве Финляндском.
В 1923 году закончил финский лицей в Выборге. С 1923 по 1930 годы учился на ветеринара в училищах Ганновера, Тарту и Вены. Финансирование своего образования получил, работая с 1924 по 1930 году корреспондентом газеты «Suomen Kuvalehti».
С 1930 по 1945 годы работал в качестве районного ветеринара в Ветели и Коккола, а с 1932 года в качестве муниципального ветеринара общины Сюсмя. С 1945 по 1950 годы работал муниципальным ветеринаром общины Муонио.
С 1950 года начал свою карьеру в качестве писателя и иллюстратора собственных произведений. Наиболее известным произведением писателя является сказка «Песси и Иллюзия» (1944). В 1956 году писатель был награждён государственной премией и медалью «Pro Finlandia».
Скончался 6 сентября 1977 года в Хельсинки; вместе с супругой похоронен на кладбище в Лемпяаля.

## Семья
- Отец — Бруно Кокко (фин. Bruno Henrik Kokko), торговец
- Мать — Каарин Кайава (фин. Kaarin Kajava)
- Жена — Ауне Илус (фин. Aune Ilus), стоматолог
- Дочь — Анна Унгело (фин. Anna Ungelo), писательница.